# Solaris InterUrbino 12
Solaris InterUrbino 12 — принципово новий 12-метровий автобус для міжміських перевезень, що був розроблений польською фірмою Solaris Bus&Coach у 2009 році і вперше був представлений на Transexpo-2009. Серійне виробництво планується з 2010 року. За формою та дизайном ззовні нагадає Solaris Urbino 12 (міський автобус). Також цей автобус може працювати і як приватний, і як шкільний, або просто міжміський автобус.

## Описання моделі

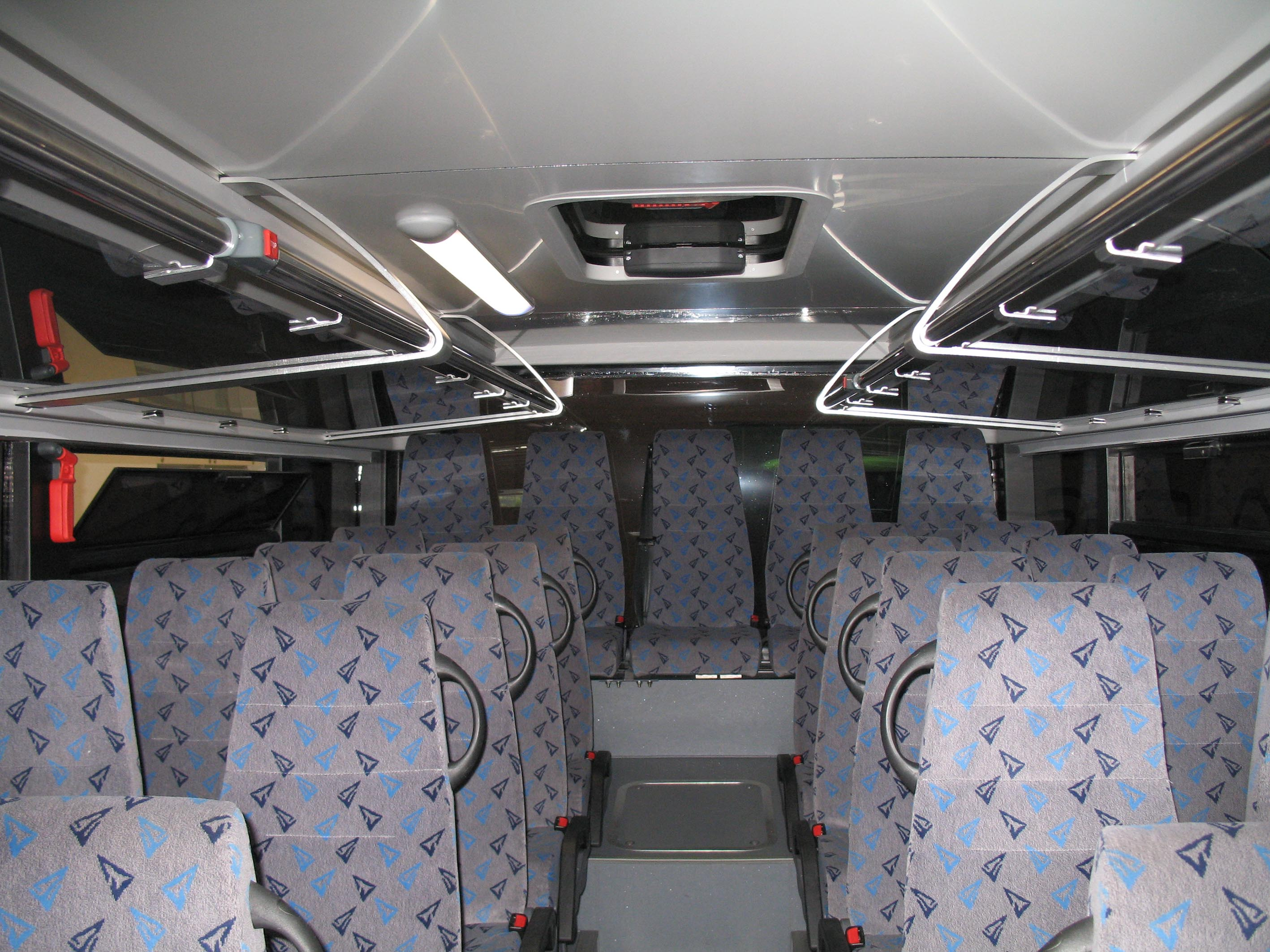
Вид на задню частину салону

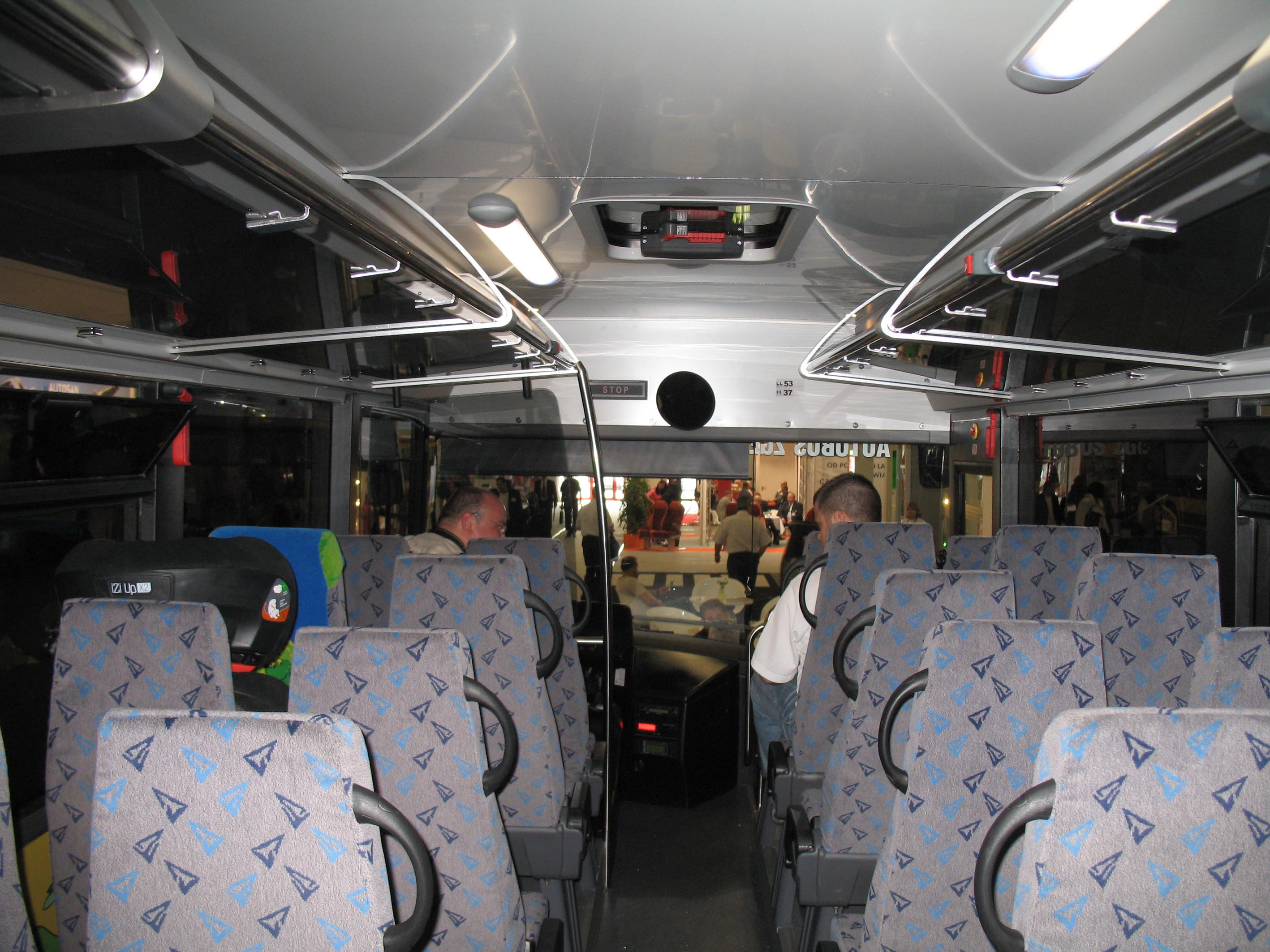
вид на передню частину салону

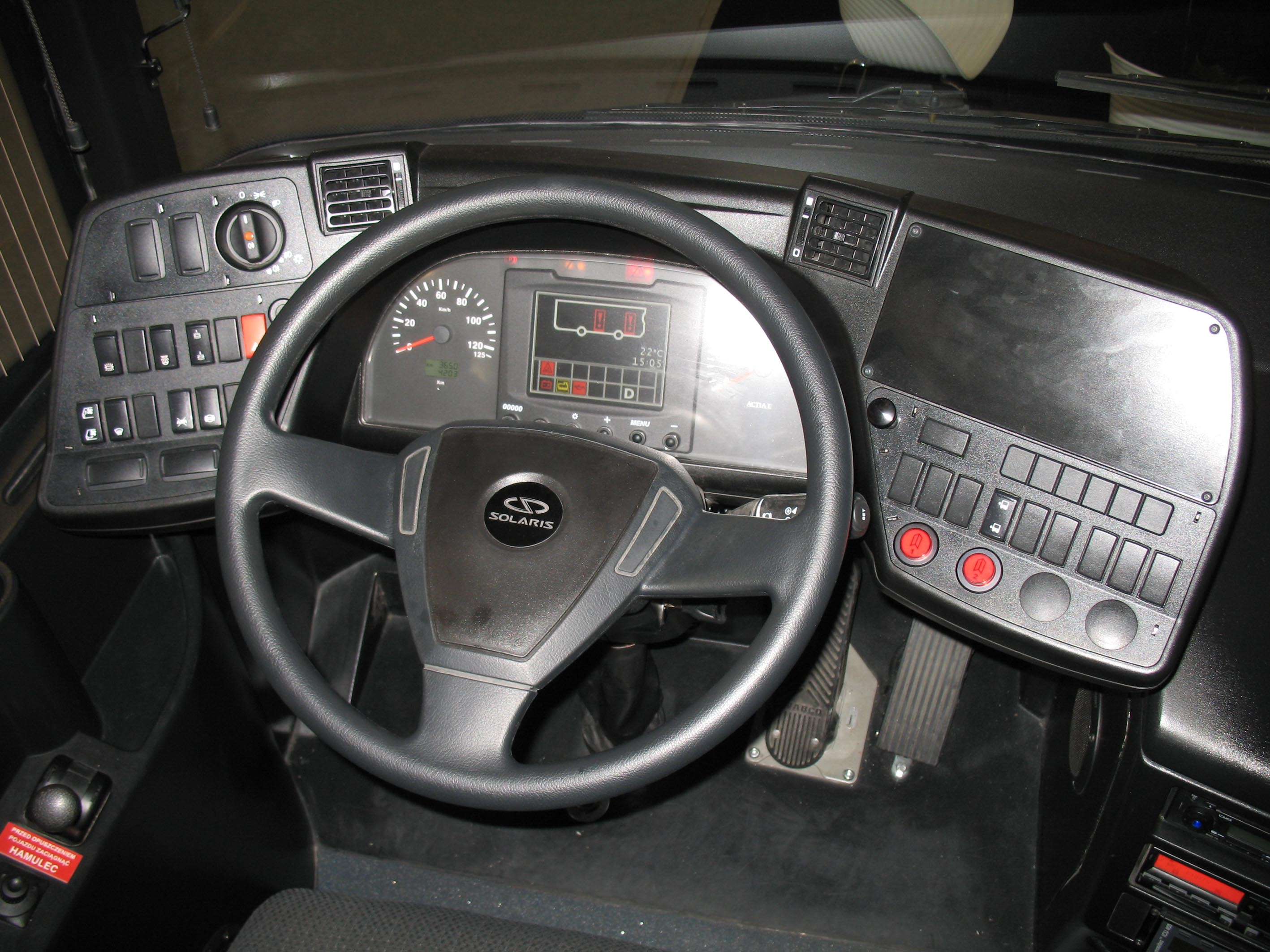
Панель приладів

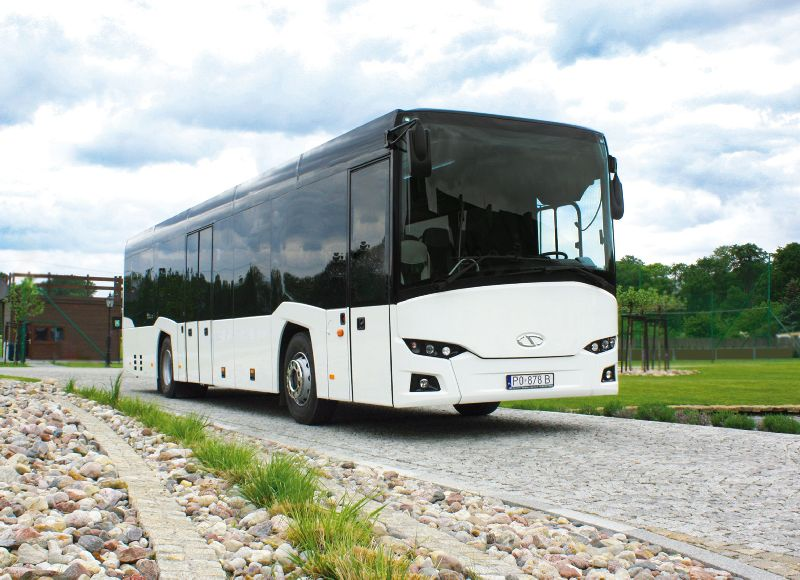
Solaris InterUrbino 12 (з 2012)

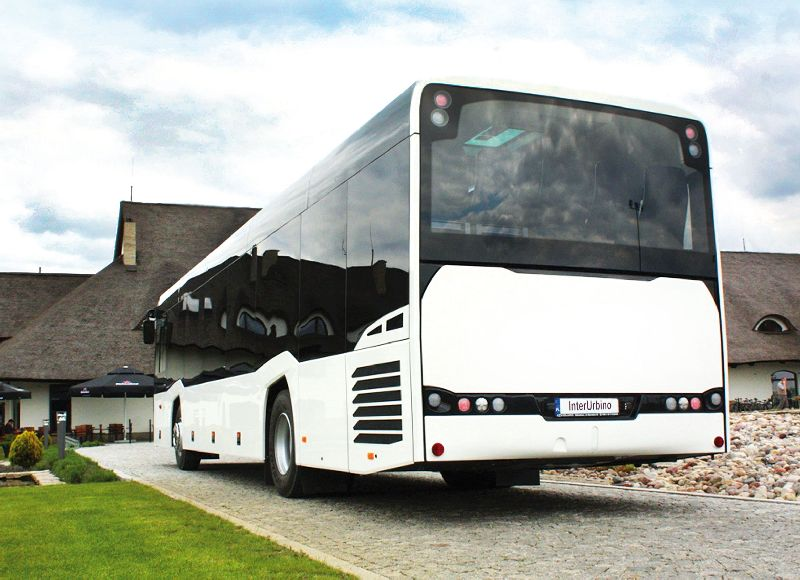
Solaris InterUrbino 12 (з 2012)

Solaris InterUrbino є принципово новою розробкою Solaris, що добре пристосована працювати за межами великих міст. За базу кузова моделі було узято низькопідлогову міську модель Solaris — Solaris Urbino 12, тому за габаритами ці два автобуси майже не відрізняються. Довжина автобуса становить приблизно 12 метрів (якщо точно, то 11,995); у висоту автобус трохи виріс, порівняно з Urbino 12, висота з урахуванням кондиційної установки становить трохи більше 3.3 метра. Дизайн кузова автобуса дуже уподібнений до міської моделі, і сама обробка лишилася тією самою, сам кузов Solaris InterUrbino 12 — одноланковий, тримальний, вагонного компонування. Каркас автобуса покритий міцними листами із неіржавіючої сталі, виконано повну антикорозійну обробку кузова високоякісними емалями; завдяки такій обшивці каркаса, значно покращується сам дизайн кузова та строк його роботи, таке покриття каркаса яскраво блищить на світлі, наприклад на сонці. Кути на даху, на передку та задку повністю заокруглені, що ще більше усучаснює загальний вигляд. Дизайн передка автобуса дуже уподібнений з Urbino 12, за винятком деяких деталей. Передок автобуса злегка вигинається по дузі (якщо дивитися фронтально). Вітрове скло InterUrbino 12 гнуте, загнуте з боків і частково затоноване; цього разу застосовано панорамне (тобто, нероздільне) вітрове скло, як наприклад у найновіших Solaris Urbino 12, слід зазначити, що у першого покоління Urbino 12 також було панорамне лобове скло, щоправда у новіших випусках воно було того самого розміру, але розділене навпіл а комплект склоочисників розміщувався 1 на половину і переміщався за допомогою тягового важеля. У цього автобуса обидва склоочисники розташовуються один над одним, це без сумніву перевага, оскільки площа, яку вони очищують більша за ту, що б очищували «важільні» склоочисники. Світлотехніка на передку представлена 12 фарами, з яких 8 освітні, 2 протитуманні і ще 2 показують поворот. Усі фари мають лінзове скління, від чого значно збільшується їхня далекоглядність. Протитуманні фари вмонтовано у бампер, вони також оснащені лінзовим склінням. Бампер автобуса зварний і прикріплений до кузова так, що абсолютно не вилізає за габарити; на ньому розміщується серійний номер автобуса і у нього вмонтовано протитуманні фари. Емблема Solaris Bus&Coach розміщується посередині передка, у середині «лінії» між комплектами фар. Фірмовий символ Solaris Bus&Coach — весела зелена «низькопідлогова» такса не присутня тут; оскільки автобус не є міським, ні низькопідлоговим, проте малюнок з таксою може бути розміщений і на спинках сидінь, наприклад, або деінде ще або і взагалі не бути присутнім. Над лобовим склом розташовується маршрутовказівник автобуса — це сучасне електронне табло з суцільним дисплеєм, що показує маршрут цього автобуса, також табло може показувати і інші функції, наприклад малюнок, що позначає обід чи паузу. Бокові дзеркала зовнішнього виду автобуса сферичного типу і звішуються над кабіною у стилі «вуха зайця». Боковини автобуса повністю оброблені антикорозійним покриттям; обшивка — з алюмінієвих панелей. Мотовідсік автобуса знаходиться на задній панелі (на задньому звисі), заднє скло наявне. Оскільки автобус не є низькопідлоговим, двигун вдалося умістити «під підлогу», через це задній ряд розташовується на невеликому помості; автобус комплектується дизельним двигуном Cummins ISB6.7E5 300, потужністю 300 кінських сил (221 кіловат); що відповідає екологічним нормам Euro-4. Передня підвіска автобуса незалежна, задня пневматична; шасі автобуса виконані фірмою ZF; цей автобус двовісний (4×2), колесам цієї моделі більше притаманне дискове кріплення коліс, передня вісь ZF RL75E, задня ZF A132. До салону автобуса Solaris InterUrbino ведуть дві безпечні однопілкові двері з розвинутим склінням, що відкриваються автоматично паралельно до кузова. Цей автобус не є низькопідлоговим, салон його розташовується на висоті близько 1.2 метра над дорожньою поверхнею, а край боковини (врах. як найнижча сходинка) на відстані 35 сантиметрів над землею, до салону ведуть сходинки. дизайн салону Solaris InterUrbino 12 більше наближений до туристичних лайнерів з ряду Solaris, а саме Vacanza або Valetta, ніж до міського Solaris Urbino 12, з яким схожостей у дизайні салону він не має узагалі. Автобус не призначений перевозити стоячих пасажирів, як і туристичні автобуси, лише сидячих. Підлога салону застелена суцільнотягненим килимом лінолеуму, природно, що поручнів цей автобус не має. У салоні знаходяться 53 крісла для пасажирів. Крісла м'які, синтетичні, хоча розташовуються парно, усе одно роздільного типу. На спинках крісел є невеликі відкидні столики у стилі vόgel-sitze, які є у туристичних лайнерів проте менші ніж у лайнерів, проте це лише міжміський автобус; слід відзначити, що на спинках деяких з сидінь може розміщуватися малюнок «низькопідлогової» такси Solaris, яка просто тут як символ. Збоку розміщуються пластикові підлокітники, які можуть складатися і розкладатися. Усього у салоні розміщено 12 рядів разом з останнім рядом який є часто «диваном» у туристичних лайнерів, проте тут крісла вельми «строгого» дизайну. Над сидіннями розташовуються дві спеціальні панелі, що тягнуться по усьому салону; вони відіграють своєрідну роль багажних відсіків, тобто на них можна складати дрібну ручну поклажу. Бокові вікна нероздільні і затоновані чорним кольором, дуже добре захищаючи від сонця. На деяких з вікон автобуса є зсувні кватирки для додаткової вентиляції. Вентиляція салону здійснюється за допомогою зсувних кватирок та обдувних люків на даху. Підсвітка у салоні у темну пору доби відбувається за допомогою потужних плафонових світильників, що попарно розміщені на дасі салону, висота салону близько 215 сантиметрів. Кабіни водія автобуса, як такої немає. Місце водія облаштовано цілком по новому та має ряд особливостей. Водійське крісло стало вищим, ніж у Urbino 12, саме ж крісло комфортабельне, з підресорами та регулюється залежно від фізичних параметрів водія. Також особливістю є панель з важелем-коробкою передач, що може слугувати і як підлокітник. Оскільки двері входу/виходу з лівого боку немає, то з лівого боку розміщена допоміжна панель, де розташовується кілька клавіш та перемикачів. Приладова панель за формою та розташуванням клавіш нагадує панель Solaris Urbino 12, вона зручно зроблена у вигляді півкола, «торпедо». Клавіші, потрібні для керування та контролю розташовуються з боків приладової панелі та на допоміжній частині з лівого боку. Показникові прилади розташовуються посередині за захисним склом. Тахометр на 3500 об/хв розташовується з правого боку. Усі допоміжні прилади вже не мають стрілок, їх об'єднано у одне мультитабло контролю за автобусом, де є усі необхідні покази, у тому числі і залишок пального, температура повітря, розігрів двигуна та інше. Спідометр, оцифровкою до 125 км/год розташовується з лівого боку та обладнаний яскраво-червоною стрілкою і електронним одометром знизу (прилад, що показу пробіг). Кожен з показникових приладів та клавіш має індивідуальну підсвітку. Рульова колонка оснащується гідропідсилювачем, завдяки чому керування стає дуже легким, саме́ рульове колесо — ZF 8098 Servocom, моделі якого використовуються у багатьох автобусах по цілому світі. Проблема підрульових важелів вирішена шляхом об'єднання їх у один мультиджойстик з різними функціями, що розташовується зліва або справа. Радіо та інші пов'язані з цим прилади встановлені на іншій приладовій панелі знизу. Вентиляція на місці водія відбувається за допомогою панельного обдуву а також за допомогою зсувної кватики лівого вікна. Максимальний комфорт контролю забезпечують панорамне лобове скло і сферичні бокові дзеркала зовнішнього виду. У цього автобуса ще механічна 6-ступінчаста коробка передач ZF 6S1010BO, проте педаль зчеплення вже відсутня і керування автобусом здійснюється за допомогою двох керівних педалей: акселератора «газ» та сповільнення ходу «гальмо».

## Переваги, конструктивні особливості та додаткові опції моделі Solaris InterUrbino 12
- сучасний та незвичний дизайн автобуса
- протитуманні фари винесені з «головного комплекту» та розміщені окремо.
- широкі вхідні двері, що відкриваються паралельно до кузова.
- повна антикорозійна обробка кузова, міцна і тривка обшивка з неіржавкої сталі.
- сферичні і великі бокові дзеркала зовнішнього виду у вигляді «вуха зайця».
- пневматична підвіска, яка забезпечує м'який і плавний рух автобуса.
- електронні вказівники маршруту руху, навіть не зважаючи на те, що автобус є міжміським
- заміна паливного бака (стандартною місткістю 250 літрів) на 340-літровий. За допомогою допоміжного AD-blue tank місткістю 40 літрів, загальна місткість збільшується до 380 літрів.
- максимальний комфорт контролю за дорогою завдяки панорамному вітровому склу і сферичним боковим дзеркалам зовнішнього виду
- розміщення мотовідсіка на задньому звисі; двигун поміщений повністю під підлогу, тому не забирає місця у салоні
- зручні синтетичні крісла з відкидними міністоликами (хоча автобус не є туристичним) і вбудованими регульовними підлокітниками.
- тоновані склопакети
- верхня панель для ручної поклажі
- зручне планування місця водія, панель з важелем коробка передач може слугувати і як своєрідний підлокітник
- відсутня педаль зчеплення (попри механічну коробку передач)
- напівкругла панель приладів дає легкий доступ до усіх необхідних клавіш
- спеціальне табло контролю за станом автобуса яке включає у себе усі допоміжні прилади та має інші функції (детальніше у описанні моделі).

## Технічні характеристики
(залежно від спорядження)

| Solaris Urbino 12                                                  | Solaris Urbino 12                                                   |
| ------------------------------------------------------------------ | ------------------------------------------------------------------- |
| Загальні дані                                                      |                                                                     |
| Модель                                                             | Solaris InterUrbino 12                                              |
| Клас                                                               | міжміський автобус шкільний автобус                                 |
| Виробник                                                           | Solaris Bus&Coach                                                   |
| Проект, рік                                                        | 2009                                                                |
| Серійний випуск планується з, рік                                  | 2009—2010                                                           |
| Кузов                                                              |                                                                     |
| Кузов (загальне описання)                                          | одноланкового типу, вагонного компонування, заокруглені кути        |
| Каркас кузова                                                      | неіржавка сталь                                                     |
| Покриття боковин                                                   | алюмінієві листи                                                    |
| Габаритні розміри                                                  |                                                                     |
| Довжина, мм                                                        | 11995                                                               |
| Ширина, мм                                                         | 2550                                                                |
| Висота, мм                                                         | ~3000 (по даху) 3300 (з кондиційною установкою)                     |
| Передній звис, мм                                                  | 2700                                                                |
| Задній звис, мм                                                    | 3395                                                                |
| Поворотний діаметр, не менше                                       | 21.4 метри                                                          |
| Колісна база, мм                                                   | 5900                                                                |
| Дорожній просвіт, мм                                               | 150                                                                 |
| Кут з'їзду/виїзду, °                                               | 7.8/7.3                                                             |
| Споряджена маса, кг                                                | 10300—13000                                                         |
| Повна маса, кг                                                     | 18000                                                               |
| Елементи ззовні                                                    |                                                                     |
| Світлотехніка (передок)                                            | 12 освітніх фар (з них 2 протитуманні+2 поворотні)                  |
| Бампер                                                             | заварний, нечіткоокреслений                                         |
| Вітрове скло                                                       | панорамне, суцільне, загнуте з боків                                |
| Бокові дзеркала зовнішнього виду                                   | сферичні, звішуються у стилі вуха зайця                             |
| Маршрутовказівники                                                 | електронні табло з різними функціями (детальніше у описанні моделі) |
| Розташування двигуна                                               | задній звис (тобто задок), уміщений під підлогу                     |
| Колеса                                                             | 295/80R×22.5 (радіанні і дискові кріплення)                         |
| Осі, штук                                                          | двовісний (4×2)                                                     |
| Шасі                                                               |                                                                     |
| Передня вісь                                                       | ZF RL 75 EC (стандартна)                                            |
| Ведуча вісь, модель                                                | ZF AV 132                                                           |
| Змазка шасі                                                        | густе масло (стандартне) Vogel KFBS1 (необов'язкове)                |
| Гальмівні системи                                                  | ABS; ASR; EBS (електронна система)                                  |
| Передня підвіска                                                   | незалежна                                                           |
| Задня підвіска                                                     | залежна пневмоважільна                                              |
| Висота краю боковини (нижньої сходинки) до дорожнього покриття, см | 35                                                                  |
| Салон                                                              |                                                                     |
| Кількість дверей і тип                                             | 2 однопілкові, відкриваються паралельно до кузова                   |
| Ширина передніх дверей, см                                         | 78.5                                                                |
| Ширина середніх дверей, см                                         | 67.5                                                                |
| Настил підлоги                                                     | лінолеум                                                            |
| Сидіння                                                            | м'які, роздільні, з відкидними міністоликами                        |
| Кількість сидінь                                                   | 53 (це і повна місткість бо на стоячі не розрахований)              |
| Висота салону, см                                                  | 215                                                                 |
| Підсвітка у салоні                                                 | плафонові світильники на даху                                       |
| Вентиляція у салоні                                                | через зсувні кватирки; вентилятор, обдувні люки                     |
| Місце водія                                                        |                                                                     |
| Вентиляція біля сидіння водія                                      | через зсувну кватирку                                               |
| Крісло водія                                                       | м'яке з підресорами; регулюється углиб і в висоту                   |
| Приладова панель                                                   | у формі півкола з твердого пластику                                 |
| Рульове керування                                                  | ZF 8098 Servocom (з гідропідсилювачем)                              |
| Педалі                                                             | Wabco, гідромеханічні                                               |
| Коробка передач                                                    | механічна ZF 6S1010BO                                               |
| Кількість ступенів КПП                                             | 6                                                                   |
| Двигун і динамічні характеристики                                  |                                                                     |
| Тип палива                                                         | дизель                                                              |
| Марка двигуна (для конкретно цієї модифікації)                     | Cummins ISB6.7E5 300                                                |
| Потужність, кіловат                                                | 221                                                                 |
| Робочий об'єм, літри                                               | 6.7                                                                 |
| Кількість циліндрів, штук                                          | 6                                                                   |
| Максимальний обертальний момент, Нм                                | 1100 (при 1200—1800 об/хв)                                          |
| Місткість паливного бака, літри                                    | 250 340 (опція)                                                     |
| Додатковий Ad-Blue tank, розрахований, на                          | 40 літрів                                                           |
| Відповідність нормам щодо викидів                                  | Euro-4                                                              |
| Максимальна швидкість руху, км/год                                 | 120                                                                 |
| Розгін 0—60 км/год за, сек                                         | 24                                                                  |

## Фотографії

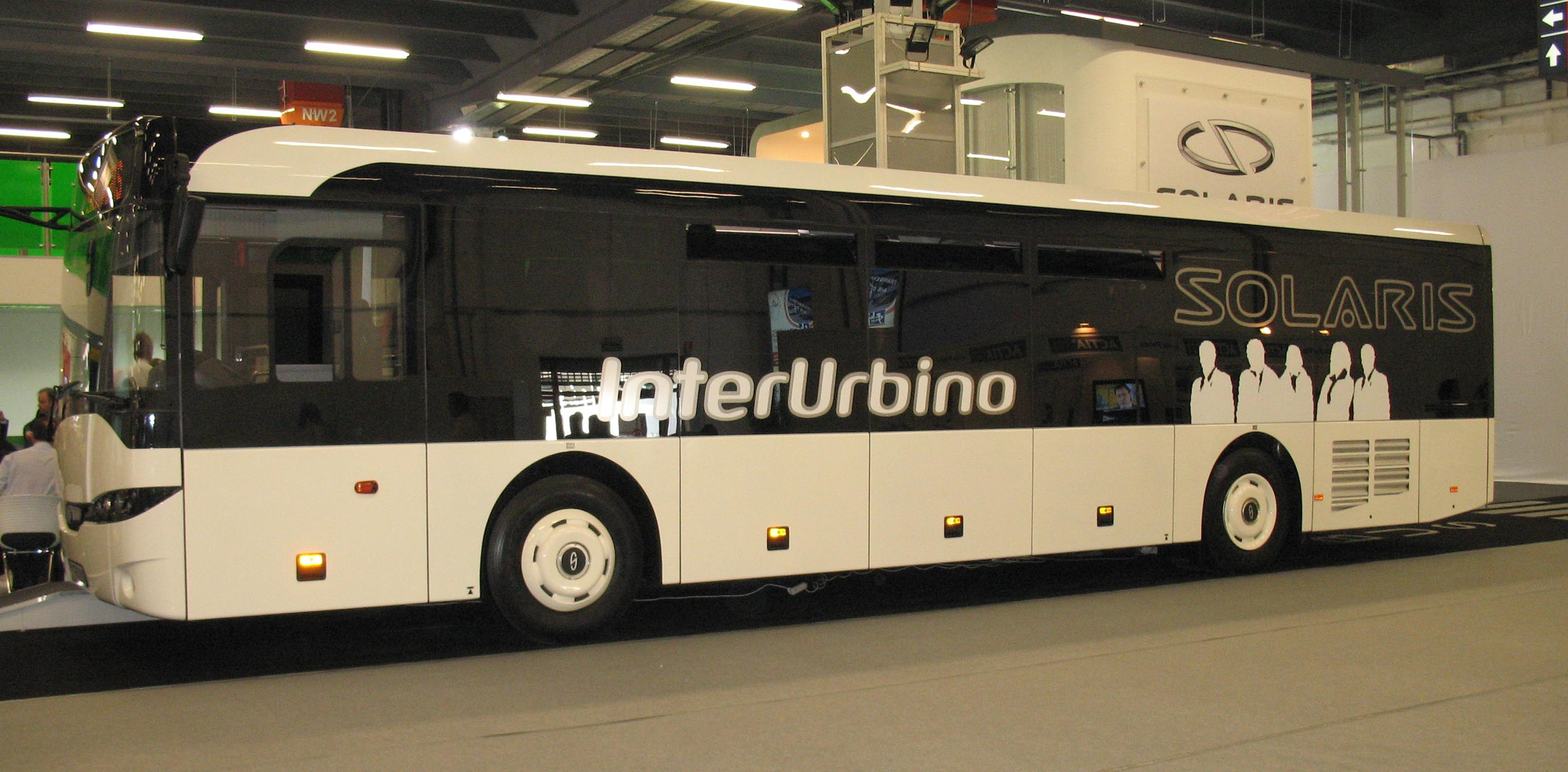
У профіль
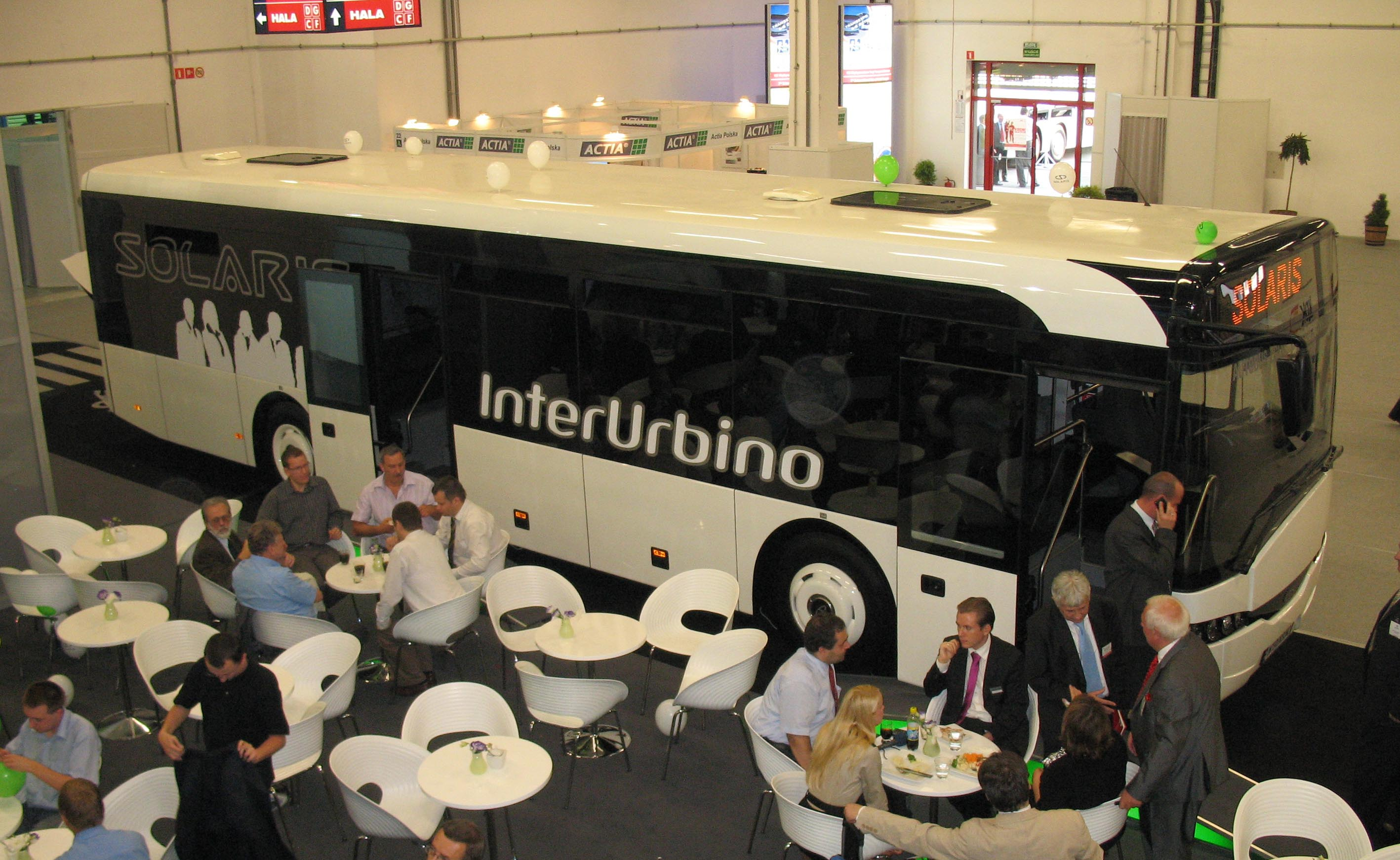
Вид зверху
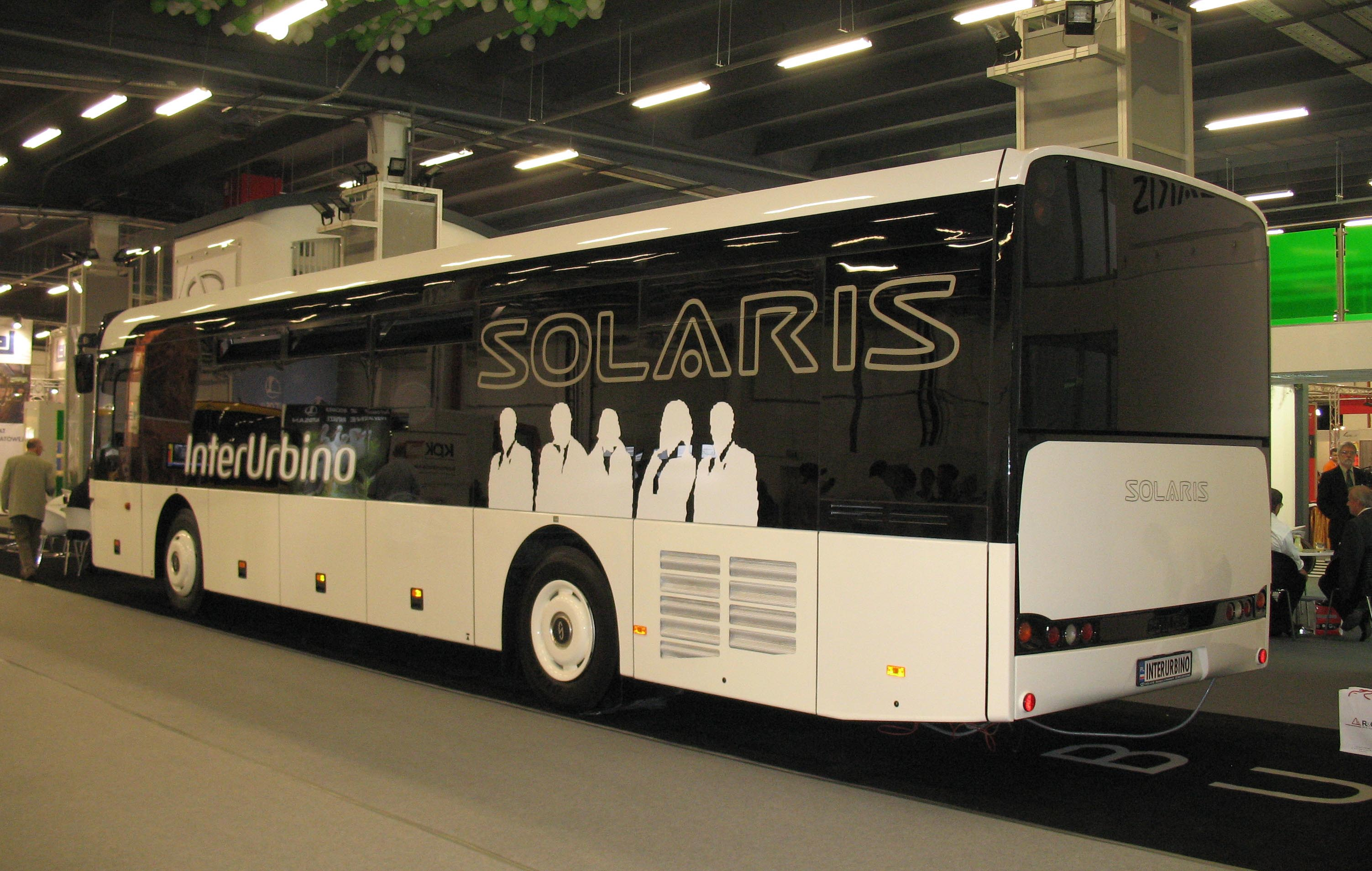
Вид ззаду
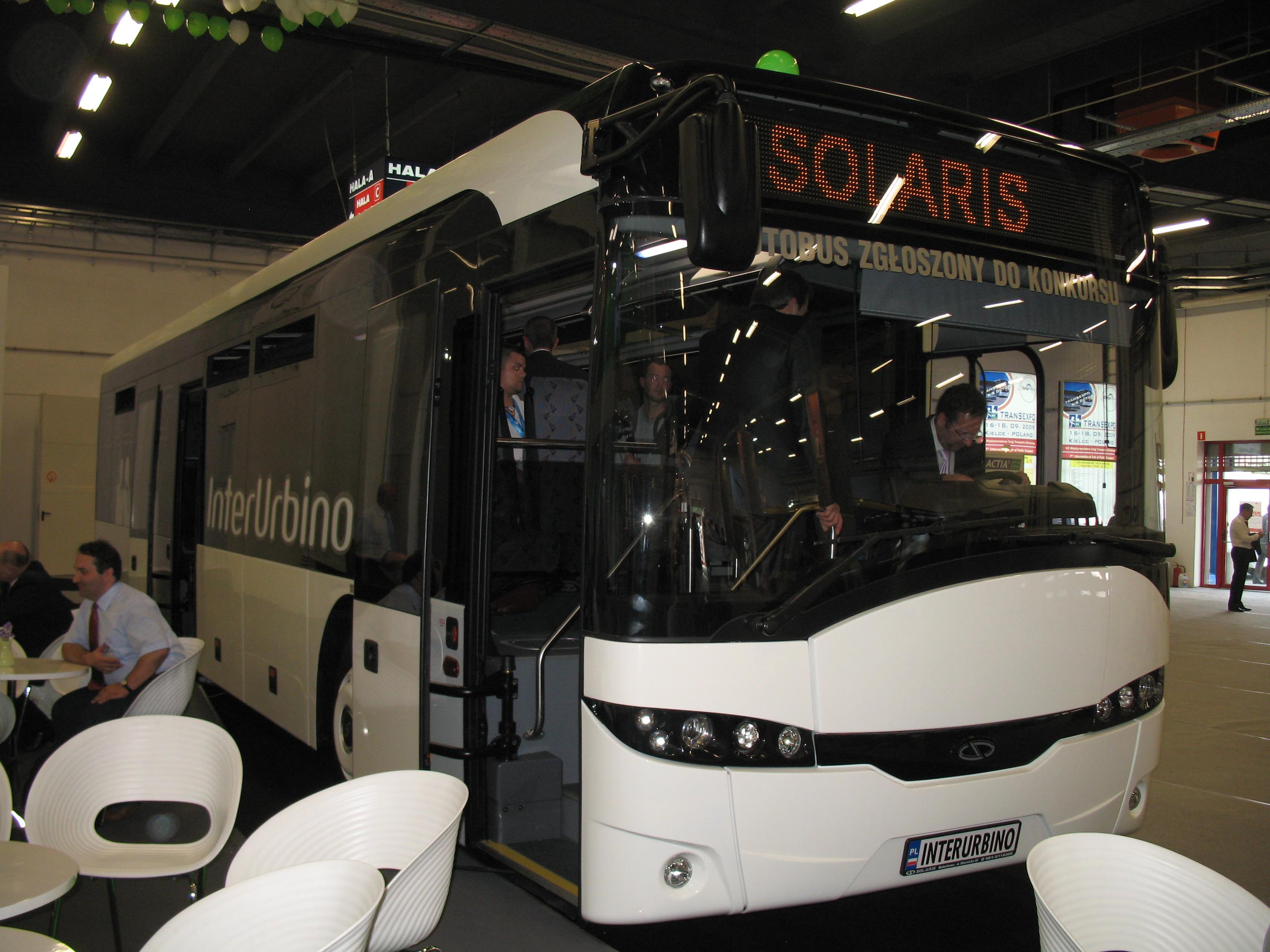
Вид спереду